# هلگا مس
هلگا مس (آلمانی: Helga Mees; ۱۲ ژوئیهٔ ۱۹۳۷ – ۱۱ آوریل ۲۰۱۴) شمشیرباز اهل آلمان بود.
وی در مسابقات کشوری و بین‌المللی در مجموع برندهٔ ۲ مدال نقره، ۲ مدال برنز شده‌است.